# Sattel (Pass)
Der Sattel ist ein Strassenpass im Kanton Schwyz. Er liegt an der Hauptstrasse 8, Abschnitt Pfäffikon – Schwyz, zwischen den Dörfern Sattel und Rothenthurm. Die Passhöhe liegt auf 932 m ü. M.
Die Bezeichnung Sattel bezieht sich auf die sattelartige Gegend beim Dorf Sattel SZ. Der höchste Punkte des Übergangs bei Rothenthurm wird mit Biberegg bezeichnet.
Der Sattel wurde vermutlich bereits vor dem 13. Jahrhundert als Zugang zum Gotthardpass genutzt. Durch den Ausbau der Strasse 1860 und die Inbetriebnahme der Eisenbahnlinie der Südostbahn (SOB) 1891 von Goldau nach Rapperswil ist der Sattel eine der wichtigsten West-Ost-Verbindungen von der Innerschweiz in die Ostschweiz. Der Pass weist eine maximale Steigung von 7 % auf.